# Ferenc Deák
Ferenc Deák (17. října 1803 Söjtör – 28. ledna 1876 Budapešť) byl uherský politik 19. století. Od roku 1833 byl poslancem uherského sněmu. Nesouhlasil s radikalismem Lajose Kossutha během revoluce roku 1848. Je autorem tzv. Dubnových či Velikonočních článků z roku 1865, které předznamenaly Rakousko-uherské vyrovnání z roku 1867 a z něho vyplývající dualismus. Jedná se o jednoho z nejvýznamnějších maďarských politiků 19. století, který bývá titulován jako mudrc národa.

## Život

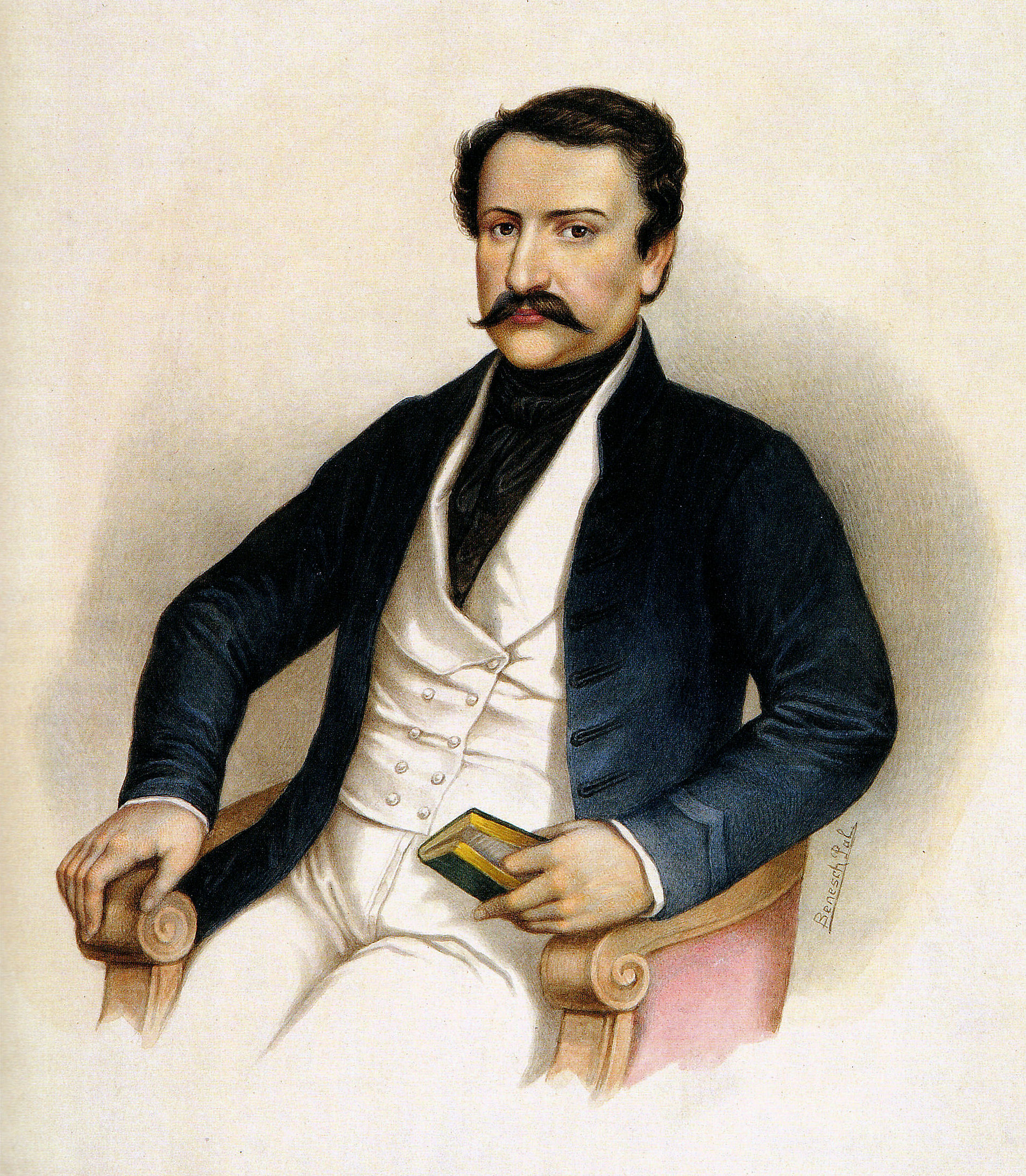
Ferenc Deák kolem roku 1840

Ferenc Deák se narodil 17. října 1803 ve staré šlechtické rodině v Söjtöru, v západomaďarské župě Zala. Vystudoval práva na akademii v Rábu a následně pracoval jako notář a advokát. Od roku 1833 zasedal jako poslanec uherského zemského sněmu. V roce 1848 byl zvolen ministrem spravedlnosti v uherské vládě Lajose Batthyányho. V průběhu roku se dostal do sporu s tehdejším ministrem financí, radikálním Lajosem Kossuthem. Deák tehdy prosazoval dohodu s Habsburky a odmítal Kossuthem prosazované osamostatnění Uher. Poté, co bán Josip Jelačić vtáhl do Uher a Batthyányho vláda podala demisi, se Ferenc Deák stáhl z veřejného života do ústraní svého panství. Během maďarské revoluce se pak neúspěšně pokoušel vyjednat zastavení bojů mezi revolučními uherskými silami a centrální rakouskou vládou. Po porážce revoluce byl jedním z mála vrcholných uherských politiků, kterým se vyhnula následná perzekuce.
Říjnový diplom, kterým se císař František Josef I. v roce 1860 zřekl absolutismu, nepovažoval Deák za dostatečný. Se svými stoupenci požadoval autonomii Uher, přičemž argumentoval tím, že Uhry byly s Rakouskem historicky spojeny pouze personálně, tedy osobou panovníka. Své vyjednávání s trůnem Deák otiskl v tzv. Velikonočním článku. V roce 1866 byl členem výboru připravujícího zákon o novém postavení Uher v rámci Rakouska. Deákovy snahy o zrovnoprávnění Uher v rámci monarchie vyvrcholily v roce 1867 rakousko-uherským vyrovnáním.
Ferenc Deák zůstal poslancem a vlivným uherským politikem až do roku 1872. Zemřel 28. ledna 1876 v Budapešti. Následoval státní pohřeb a uložení jeho těla v mauzoleu.